# Atal Bihari Vajpayee
  Atal Bihari Vajpayee  (hindi: अटल बिहारी वाजपेयी)  (Gwalior, 24 de desembre de 1924 - Nova Delhi, 16 d'agost de 2018) fou un polític que exercí de primer ministre de l'Índia dos cops: tres mandats com a 10è primer ministre de l'Índia, primer durant un mandat de 13 dies el 1996, després per un període de 13 mesos del 1998 al 1999, seguit d'un mandat complet del 1999 al 2004. Fou també el líder del partit de centre-dreta Partit Bharatiya Janata (BJP).
El maig de 1999 l'All India Anna Dravida Munnetra Kazhagam va retirar el seu suport al govern de Vajpayee en una moció de confiança i es van haver de celebrar eleccions anticipades en 1999, que va tornar a guanyar la coalició liderada per BJP.
Destacà per continuar l'impuls que donà a la liberalització de l'economia, que a la segona meitat dels anys noranta convertí l'Índia en un dels estats asiàtics emergents. Desencadenà una escalada nuclear amb el Pakistan en ordenar realitzar la prova nuclear Pokhran-II, la primera des de la prova nuclear original de l'Índia el 1974,